# عضلات ألوية
العضلات الألوية أو العضلة الكفلية الإضافية (بالإنجليزية: Gluteal muscles)‏ هي ثلاثُ مجموعاتٍ من العضلات المُشكلة للأرداف، وهي: العضلة الألوية الكبرى، والعضلة الألوية الوسطى، والعضلة الألوية الصغرى. تنشأ جميع هذه العضلات من عظم الحرقفة والعجز، وتنغرس في عظم الفخذ. تعمل هذه العضلات على تحريك مفصل الورك.

## معرض صور